# 多看效應
單純曝光效果又譯重複曝光效果（英語：Mere Exposure Effect）是一种心理学现象——人们会单纯因为自己熟悉某个事物而产生好感。社会心理学中，这一效果也被称为「熟悉定律」(英語：familiarity principle)。这一现象所囊括的事物十分广泛，例如文字、画作、人像照片、多边形及声音等。在人际关系的研究中，一个人在自己的眼前出现的次数越多，自己越容易对其产生偏好和喜爱。

## 研究
关于“單純曝光效果”最早的已知研究是古斯塔夫·费希纳在1876年实施的。爱德华·铁钦纳也曾记录类似这一效果的现象并描述为“燃烧的热情”（"glow of warmth"）。然而，铁钦纳的假说因为在实验中人们对物体偏好增加并没有像对人偏好增加一样取决于熟悉程度而被放弃。